# オフィス ワタナベ
株式会社オフィス ワタナベ（英文社名；Office Watanabe Co., Ltd）は、東京都渋谷区に本社を置く日本の声優プロダクション、芸能プロダクション。

## 沿革・概要
- 2009年7月27日 - 有限会社元氣プロジェクトのマネージャーを務めていた渡辺淳が設立。
- 同年9月 - 元氣プロジェクトの体制変更に伴い、多数の元氣プロジェクト所属の声優が株式会社オフィス ワタナベへ移籍。

## 所属タレント

### 男性タレント
- 矢部雅史

### 女性タレント
- 秋田まどか
- 一田梨江
- 岡田加奈子
- 神崎ちろ
- 小島めぐみ
- 坂本梓馬
- 櫻井浩美
- 時田光

## かつて所属していたタレント

### 男性タレント
- 脇田竜蔵

### 女性タレント
- 上村彩子（現所属：キャトルステラ）
- 岡田純子